# Perlo (Fluss)
Der Perlo ist ein Torrente (Sturzbach) in Oberitalien in der Provinz Como, Region Lombardei.

## Verlauf
Der Torrente Perlo entspringt nördlich des Monte San Primo und fließt im gleichnamigen Perlo-Tal (italienisch Valle del Perlo) weitgehend nordwärts, bis er schließlich bei Bellagio im Ortsteil San Giovanni in den Comer See mündet. Sein Lauf liegt vollständig im Gemeindegebiet von Bellagio, das er von Süd nach Nord durchquert.
Der Abfluss des Perlo schwankt saisonbedingt sehr stark und ist insbesondere von Niederschlägen beeinflusst. Er erreicht im niederschlagsreichen Frühjahr und Herbst seine Höchststände, während er im Winter und Sommer am niedrigsten ist. Bei starken Regenfällen werden in das Bachbett gespülte Sedimente und Lockergesteine zu Tal befördert, die wesentlich zur Erosion des Bachbetts beitragen.